# 張麗芬
張麗芬，臺灣社會運動、政治人士，現任中華電信工會秘書長，因為嚮往德國勞工法令較完整，以及支持公平正義以及站在弱勢立場的傾向，求學於德國時選擇專攻勞動法，以求改變台灣20多年前薪資水準比現在還高的現狀。碩士學成返回台灣後，投入了勞工運動的第一線工作，參與了多個公司組工會的運動。

2014年底加入臺灣綠黨，並在2016年立法委員選舉中擔任綠黨社會民主黨聯盟順位第一的不分區立委參選人。

## 立場
- 絕無無薪假，景氣不好不要再拿勞工開刀！[2]
- 反對醫療體系、高等教育、照護、媒體財團化[3]
- 廢除派遣制[4]

## 參選過程
- 2015年8月25日台灣綠黨召開記者會宣布2016立法委員選舉將由召集人之一的李根政、環境律師詹順貴、社團法人台灣伴侶權益促進聯盟執行長許秀雯，及中華電信工會秘書長張麗芬擔任不分區立法委員候選人。
- 2015年9月9日中華電信工會理事會正式決議通過，並且發佈新聞稿〈勞工無人疼，只有自己拚！〉，宣布「中華電信工會全面支持張麗芬秘書長參選不分區立法委員，讓工人前進國會」；並且強調，張麗芬工運資歷完整，若能順利當選，對於推動台灣勞動環境的改善及勞工權益的爭取將有極大助益。[5]
- 2015年9月21日綠黨社會民主黨聯盟正式公布其徵召的六位不分區候選人，順位分別為：中華電信工會秘書長張麗芬、地球公民基金會執行長李根政、環境法律人協會理事長詹順貴律師、台灣少年權益與福利促進聯盟秘書長葉大華、第三建築工作室建築師謝英俊、台灣伴侶權益推動聯盟執行長許秀雯律師。

## 著作
- 《邁向財團化之路?台灣公營事業民營化12年全紀錄》（作者：余世芳、林明賢、洪家寧、陳婉娥、陳書涵、郭盈靖、張時健、張麗芬、黃莉珺、戴瑜慧），高雄市基督教社會互談會

## 外部連結
- 張麗芬的簡介| 2016 挺好的！綠黨政治代理人 （页面存档备份，存于）